# Madrid (Surigao del Sur)
Madrid is een gemeente in de Filipijnse provincie Surigao del Sur in het oosten van het eiland Mindanao. Bij de laatste census in 2007 had de gemeente bijna 15 duizend inwoners.

## Geografie

### Bestuurlijke indeling
Madrid is onderverdeeld in de volgende 14 barangays:
| - Bagsac - Bayogo - Linibonan - Magsaysay - Manga - Panayogon - Patong Patong | - Quirino - San Antonio - San Juan - San Roque - San Vicente - Songkit - Union |

## Demografie
Madrid had bij de census van 2007 een inwoneraantal van 14.957 mensen. Dit zijn 891 mensen (6,3%) meer dan bij de vorige census van 2000. De gemiddelde jaarlijkse groei komt daarmee uit op 0,85%, hetgeen lager is dan het landelijk jaarlijks gemiddelde over deze periode (2,04%). Vergeleken met de census van 1995 is het aantal mensen met 1.965 (15,1%) toegenomen.

De bevolkingsdichtheid van Madrid was ten tijde van de laatste census, met 14.957 inwoners op 141,2 km², 92 mensen per km².